# Della tirannide
Della Tirannide è un'opera politica di Vittorio Alfieri, scritta nel 1777.

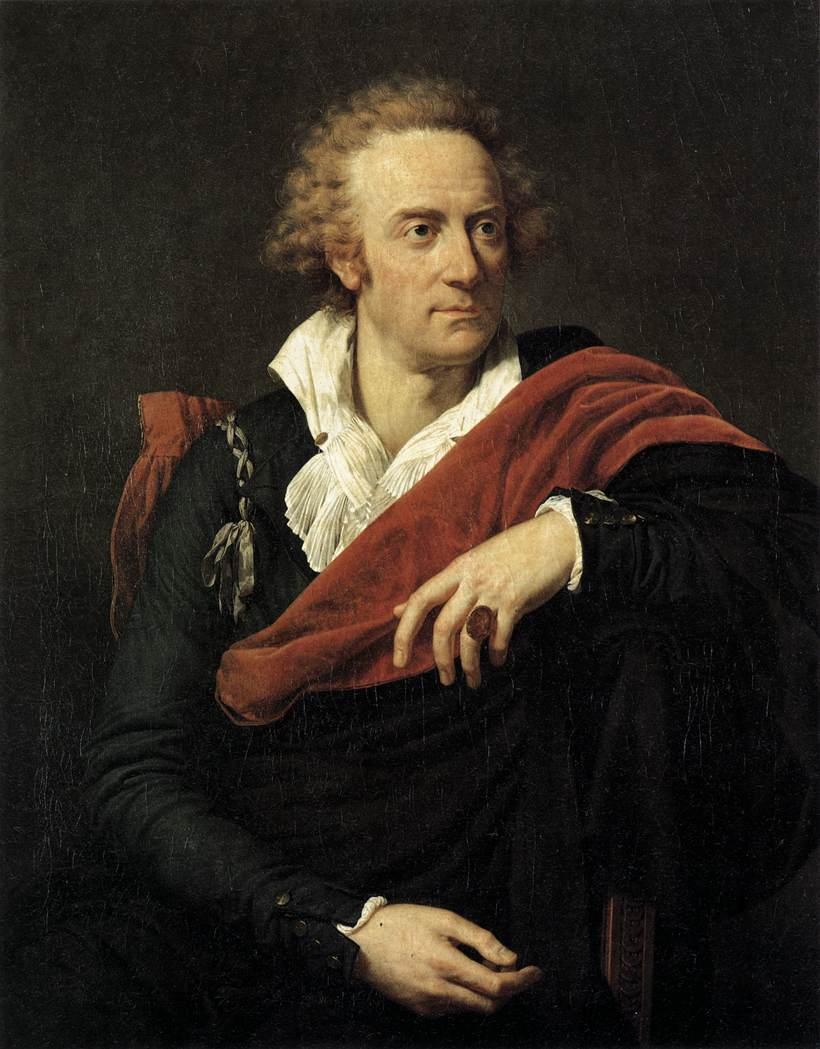
Ritratto di Alfieri ad opera di François-Xavier Fabre

È suddivisa in due "libri", che parlano di due temi su cui il pensiero politico di Alfieri si sofferma: la tirannide e la libertà. Si tratta di una rilettura del pensiero di filosofi e autori antichi come Plutarco, Sofocle, Seneca e moderni come Machiavelli, Locke, Montesquieu e Voltaire, ma in una forma astratta e personale, filtrati dalla personalità preromantica e individualista dell'autore.

## Primo Libro
L'Alfieri apre il trattato con una citazione di Virgilio dall'Eneide (Cuncti se scire fatentur quid fortuna ferat populi, sed dicere mussant, cioè "tutti dichiarano che sanno che cosa rechi la sorte del popolo, ma esitano a parlare") e una di Sallustio dalla Guerra giugurtina (Impune quaelibet facere id est regem esse, "Che il commettere con impunità ogni eccesso, quest’è l’esser Re veramente" – nella traduzione data dall'Alfieri stesso), poi premette un sonetto, intitolato Previdenza dell'autore, in cui risponde preventimente alle possibili critiche, secondo le quali parlerebbe ossessivamente di tirannia e tiranni:
Dir più d'una si udrà lingua maligna,

(Il dirlo è lieve; ogni più stolto il puote)

Che in carte troppe, e di dolcezza vuote,

Altro mai che tiranni io non dipigna:

Che tinta in fiel la penna mia sanguigna

Nojosamente un tasto sol percuote:

E che null'uom dal rio servaggio scuote,

Ma rider molti fa mia Musa arcigna.

Non io per ciò da un sì sublime scopo

Rimuoverò giammai l'animo, e l'arte,

Debil quantunque e poco a sì grand'uopo.

Né mie voci fien sempre al vento sparte,

S'uomini veri a noi rinascon dopo,

Che libertà chiamin di vita parte.

Il vero e proprio Libro I si apre con una dedica, Alla libertà: 
Poi l'autore passa ad analizzare il tema della tirannide: prima descrive ogni forma di tirannia che l'Alfieri vede nella società in cui vive e in quella passata: nelle milizie, nella religione, nella nobiltà, nel lusso, ecc.
Secondo l'Alfieri è la paura la molla per la tirannia
e molla della tirannide ella è la sola paura.
E da prima, io distinguo la paura in due specie, chiaramente fra loro diverse, sì nella cagione che negli effetti; la paura dell'oppresso, e la paura dell'oppressore...»

### Capitolo Primo

#### Cosa sia il tiranno
Divenne un tal nome, coll'andar del tempo, esecrabile; e tale necessariamente farsi dovea. Quindi ai tempi nostri, quei principi stessi che la tirannide esercitano, gravemente pure si offendono di essere nominati tiranni
….Tra le moderne nazioni non si dà dunque il titolo di tiranno, se non se (sommessamente e tremando) a quei soli principi, che tolgono senza formalità nessuna ai lor sudditi le vite, gli averi, e l'onore...»
(tratto da Della Tirannide)
Per l'Alfieri dunque tiranno è qualunque governo che può manovrare a proprio piacimento le leggi o anche raggirarle: quindi in generale ogni forma di organizzazione statale. Il Principe stesso è tiranno per l'Alfieri: una sua eventuale uccisione avrebbe però come unica conseguenza un incremento della durezza nel successivo sovrano.
 Sarebbe quindi necessario che gli uomini che si sentono liberi insorgessero con le armi per ottenere la libertà, ma ciò sarebbe auspicabile solo se il tiranno fosse tanto spietato da portare all'esasperazione l'intera popolazione, facendo nascere il desiderio di insorgere. 
Insomma, il tiranno dev'essere lo stimolo per i valorosi a ribellarsi: più il tiranno abusa del proprio potere, tanto più è probabile che i suoi sudditi insorgano e pongano fine a "quest'insensata forma di governo".
Per cui l'atteggiamento politico di questo autore può essere da noi attualmente definito filosoficamente anarchico (ricordiamo però che l'anarchismo ancora non era ufficialmente nato come movimento politico-filosofico), un individualismo aristocratico (o meglio elitista) solitario, ostile a ogni demagogia, populismo ed egualitarismo. Alfieri esamina anche l'umanità in generale dividendola in tre categorie: il "tiranno",colui che opprime, il "vulgo", la massa, il gregge che si lascia opprimere concepita come entità animalesca, e i "liberi uomini", coloro che si ribellano al tiranno difendendo la loro libertà. Fra tutte le forme di governo, pur tutte negative, la peggiore è per Alfieri la democrazia repubblicana perché impone il potere della maggioranza (del popolo animalesco) sulla minoranza. I liberi uomini si differenziano dalla massa comune e volgare.

### Capitolo VII: Della milizia
Alfieri condanna gli eserciti e le milizie sia di mercenari sia di leva obbligatoria in quanto principali strumenti di protezione del tiranno e di oppressione.

## Secondo libro
Il secondo libro tratta di come si possa sopravvivere alla tirannide, come si può rimediare, se un popolo la possa meritare o meno. Per Alfieri vi sono pochi rimedi: la fuga, il silenzio, il suicidio e solo in certi casi - quando la rivolta individuale può riuscire a cambiare il regime - il tirannicidio.

### Capitolo quarto

#### Come si debba morire nella tirannide
loro primi tiranni, altro in fatti non mancava, che una più spontanea cagione, per agguagliar la virtù di costoro a quella dei Curzj, dei Decj, e dei Regoli. E siccome, là dove ci è patria e libertà,  la virtù in sommo grado sta nel difenderla e morire per essa, così nella immobilmente radicata tirannide non vi può essere maggior gloria, che di generosamente morire per non viver servo...»

### Conclusioni
In conclusione, l'autore condanna ogni forma di organizzazione statale costituita ma non propone nessuna alternativa, nemmeno una repubblica oligarchica come nella Roma antica per i tempi attuali: questo può quindi essere considerato il limite del pensiero politico di Alfieri. Egli afferma di non poter scrivere un trattato della Repubblica, ma porta rispetto al Machiavelli e alla Repubblica di Platone come un possibile esempio.
Il trattato fu pubblicato in Francia contro la volontà dell'autore (temeva che potesse "giustificare" la Rivoluzione francese, e lui stesso all'inizio aveva celebrato il 14 luglio 1789 nell'ode Parigi sbastigliato) che aveva lasciato i manoscritti a Parigi dopo essere fuggito in seguito alle stragi del 10 agosto 1792.
Più tardi egli tenterà di porre rimedio alla mancanza di una proposta politica nel suo pensiero, dopo la Rivoluzione francese a cui si opporrà nel testo Il Misogallo, individuando nella monarchia costituzionale sul modello inglese (uno stato liberale con separazione dei poteri, un nucleo stabilito di diritti individuali inviolabili e contrappesi politici ad ogni potere come nella democrazia liberale della Repubblica statunitense) un possibile governo "accettabile". Espresse in forma letteraria questa concezione nella commedia L'antidoto (1802) e nelle lettere private a Tommaso Valperga di Caluso in seguito alle riedizioni non autorizzate del trattato Della tirannide, in cui esprime ripensamento per il cosiddetto "anarchismo" giovanile, ma non condanna:
(Lettera del 1802)